# Danexit

Розташування Данії в ЄС

Danexit (або Dexit) —Гіпотеза неологізм для гіпотетичного виходу Данія  з Європейський Союз (ЄС), як передбачалося данськими правими популістами та націоналістами на основі моделі Brexit. Це слово є аналогом терміну Brexit, який означає вихід Сполученого Королівства з ЄС, і тому є портманто від «Dan» (для Данії ) та «exit» (англійською «залишити».

## Розповідь
Данія є членом ЄС з 1973 року. У 1992 році данці проголосували проти Маастрихтської угоди, яку довелося переглянути після того, як Копенгаген проголосував проти. У 2000 році було вирішено не вводити євро як нову валюту. Згідно з опитуваннями, більшість респондентів хочуть залишитися в ЄС.  Європейська комісія проводить щорічні опитування громадської думки, які показують, що від половини до трьох чвертей респондентів виступають за те, щоб залишитися в ЄС. Лише в опитуванні 2016 року, проведеному Інститутом приватної думки A4V під керівництвом депутата від Dansk Folkeparti (DF) Еріка Хьоґ-Сьоренсена, третина респондентів виступає за прийняття рішення про відносини між їхньою країною пізніше, якщо Британія вийде з «Нехай Брюссель проголосує» референдум. 27 також виступили % респондентів підтримують негайний вихід з ЄС і 30 % респондентів висловилися за те, щоб залишитися в ЄС, тоді як 43 % не хотіли брати зобов’язання або не мали своєї думки з цього приводу.
Вихід Данії з ЄС підтримують деякі політики з правопопулістської Dansk Folkeparti. Ліберальна партія Venstre, як і інші партії, виступає проти виходу з ЄС. Представники данських правих популістів вже закликали до проведення власного референдуму щодо виходу з ЄС напередодні британських виборів 23 червня 2016 року. Датський депутат Кеннет Крістенсен Берт сказав в інтерв’ю в 2016 році: «На даний момент ми чекаємо на результати британських переговорів з ЄС; про те, які відносини Великобританія вступить з ЄС. Я майже впевнений, що результат буде таким, що було б цікаво дозволити датським виборцям також проголосувати за нього». Мортен Мессершмідт, також член Dansk Folkeparti, на початку 2020 року передбачив, що його країна вийде з Європейського Союзу протягом наступних 10 років. Він вважає, що Brexit буде великим успіхом.

## Політичні позиції
На сторінці Facebook є близько 11 000 данців, які хочуть вийти з Європейський Союз. Ця група у Facebook була створена 14 липня 2019 року та складається з 5 адміністраторів та модераторів.

## Опитування громадської думки
| Здійснюється в | Здійснює          | Для того, щоб залишитися | Для виходу                        | Не визначився                                         |     |     |     |
| -------------- | ----------------- | ------------------------ | --------------------------------- | ----------------------------------------------------- | --- | --- | --- |
| Здійснюється в | Здійснює          | Березень 2023            | YouGov/Eurotrack                  | Не визначився                                         | 68% | 16% | 16% |
| Лютий 2021     | YouGov/Eurotrack  | 62%                      | 23%                               | 12%                                                   |     |     |     |
| квітень 2020   | Sentio            | 39%                      | 39%                               | 22%                                                   |     |     |     |
| Листопад 2019  | Євробарометр      | 63%                      | 26%                               | 11%                                                   |     |     |     |
| квітень 2019   | Sentio            | 41%                      | 43% Скандинавське співробітництво | 2%                                                    |     |     |     |
| Листопад 2018  | Євробарометр      | 60%                      | 31%                               | 9%                                                    |     |     |     |
| Листопад 2017  | Євробарометр      | 52%                      | 37%                               | 11%                                                   |     |     |     |
| Листопад 2016  | Євробарометр      | 57%                      | 39%                               | 4%                                                    |     |     |     |
| Березень 2016  | Analyseenheden 4V | 30%                      | 27%                               | 34% Зачекайте і прийміть рішення пізніше 9% Я не знаю |     |     |     |
| Листопад 2015  | Євробарометр      | 65%                      | 30%                               | 5%                                                    |     |     |     |
| Листопад 2014  | Євробарометр      | 73%                      | 25%                               | 2%                                                    |     |     |     |
| Листопад 2013  | Євробарометр      | 75%                      | 22%                               | 3%                                                    |     |     |     |